# Устя (Калязінський район)
Устя (рос. Устье) — присілок в Калязінському районі Тверської області Російської Федерації.
Населення становить 57 осіб. Входить до складу муніципального утворення Нерльське сільське поселення.

## Історія
Від 2005 року входило до складу муніципального утворення Нерльське сільське поселення.

## Населення
| 1859 | 1888 | 1897 | 2002 | 2008 | 2010 |
| ---- | ---- | ---- | ---- | ---- | ---- |
| 631  | ↗803 | ↘693 | ↘76  | ↘64  | ↘57  |